# 摩崖紀功文

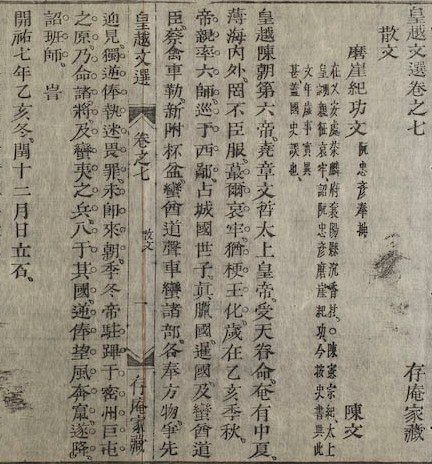
後世書籍收錄的《摩崖紀功文》（本圖出自裴輝璧《皇越文選》卷之七）

《摩崖紀功文》（越南语：／），是越南陳朝時期刻寫的摩崖銘文，內容以漢字寫成，刻於乂安省，刻寫時間有不同說法，古代史籍稱是開祐六年（1334年），該銘文本身稱是開祐七年（1335年）。該文內容是紀錄陳朝政府出兵鄰近的哀牢人，後世學術界亦有對它作整理及研究。

## 刻石背景
《摩崖紀功文》刻於越南陳朝時期。據《大越史記全書》、《欽定越史通鑑綱目》等史籍所載，公元1334年（開祐六年），太上皇明宗陳奣到乂安道，策劃征伐哀牢，命官員阮忠彥為清化發運使調運軍糧。大軍到黔州（在乂安省）時聲勢大振，哀牢人望風而遁，陳氏朝廷於是命阮忠彥刻寫摩崖，紀功而回。
該摩崖自身紀錄的刻寫時間，則為「開祐七年乙亥（1335年）冬閏十二月」，與《大越史記全書》所載有異。刻石所在位置是乂安省公強縣（Con Cuông）的Chi Khê社城南山上。
而陳朝征哀牢的事態發展，據《大越史記全書》、記載是在1335年九月，上皇明宗命段汝諧為督將，率軍前進。段汝諧曾在南戎（乂安省襄陽縣）得勝，並沿屑邏江而下，經過真臘及諸蕃國國境時耀武揚威，各國見此都派人拜訪陳氏朝廷。但與敵軍交戰時，段汝諧戰死，陳朝軍隊死傷過半，大敗而回。

## 摩崖形制及內容
《摩崖紀功文》在形制方面，該摩崖高215公分，寬145公分，14行，每個12字，有尊諱提格，字數共154，以楷書寫成。
摩崖裡的內容提到，陳朝的上皇明宗在乙亥年的深秋，親征西邊的哀牢族人。陳朝軍隊行軍途中，得到占城國世子、真臘人、邏人，以及一眾「蠻酋」的謁見及致送方物。但敵軍首領俸（摩崖中稱之為「逆俸」）仍作抵抗，上皇明宗派眾將及「蠻夷之兵」進攻，俸望風而奔。陳軍至此班師回朝，並於「開祐七年乙亥冬閏十二月日勒石」。

## 後世研究
《摩崖紀功文》在越南後世受到重視及研究。原件保留在乂安省，並已有拓片存於漢喃研究所圖書館。
該文因其紀錄的刻石時間與《大越史記全書》等史籍記載不同，引起後世史家的疑惑。阮朝初年的裴輝璧已提出此問題，說到「史書與此文（《摩崖紀功文》），年歲事實異甚，蓋國史誤也」。到近現代，學者陳仲金就質疑摩崖內容，認為：「觀此碑文，上皇明宗親征哀牢似乎甚為威風，但據史實，則其時我軍並未離開國境，而哀牢軍亦未能除之。至於真臘國世子和暹羅國世子等等來朝，可以設想係碑文撰寫者對此事表示鄭重罷了，未必符合歷史事實。」
中國學者郭振鐸、張笑梅認為，《摩崖紀功文》所紀錄的陳朝對外出征的事跡，可以作為「『皇越陳朝』侵略哀牢的鐵證」。